# ریموند پیس الکساندر
ریموند پیس الکساندر (Raymond Pace Alexander) (زاده ۱۳ اکتبر ۱۸۹۷ – درگذشت ۲۴ نوامبر ۱۹۷۴)، رهبر حقوق مدنی، وکیل، سیاستمدار و اولین قاضی آمریکایی-آفریقایی بود که در دادگاه عمومی پنسیلوانیا منصوب شد. او در فیلادلفیا به دنیا آمد و بزرگ شد و اولین فارغ‌التحصیل سیاه‌پوست از مدرسه تجارت وارتون در ۱۹۲۰ بود. پس از فارغ‌التحصیلی از مدرسه حقوق هاروارد در ۱۹۲۳، الکساندر به یکی از وکلای برجسته حقوق مدنی در فیلادلفیا تبدیل شد. او به عنوان یک وکیل سیاه‌پوست که به مبارزه برای حقوق برابر تمایل داشت، در پرونده تبعیض نژادی بروین، شهرت یافت و وکالت متهمان سیاه‌پوست را در پرونده‌های برجسته دیگر، از جمله ترنتون سیکس که گروهی از مردان سیاه‌پوست به جرم قتل در ترنتون، نیوجرسی دستگیر شده بودند را بر عهده گرفت.
الکساندر فعالیت سیاسی خود را با کاندیداتوری ناموفق برای قضاوت در دادگاه دعاوی مشترک در ۱۹۳۳ و ۱۹۳۷ آغاز کرد. در ۱۹۴۹، توسط رئیس‌جمهور، هری اس. ترومن، برای یک جایگاه در دادگاه استیناف حوزه سوم ایالات متحده آمریکا، در نظر گرفته شد. او بالاخره در ۱۹۵۱ جایگاهی را در شورای شهر فیلادلفیا به دست آورد. پس از دو دوره حضور در شورای شهر، الکساندر به کرسی دادگاه دعاوی مشترک منصوب شد و در ۱۹۵۹ مجدداً برای یک دوره ده ساله به عنوان قاضی، انتخاب شد. او در تمام مدت حضورش در شهرداری، به فعالیت برای برابری نژادی ادامه داد. الکساندر در ۱۹۶۹ در سن بازنشستگی اجباری، وضعیت سالمندی را پذیرفت و در ۱۹۷۴ درگذشت. میراث او افتخار داشتن جایگاه استادی، در دانشگاه پنسیلوانیا است.

## اوایل زندگی و تحصیلات

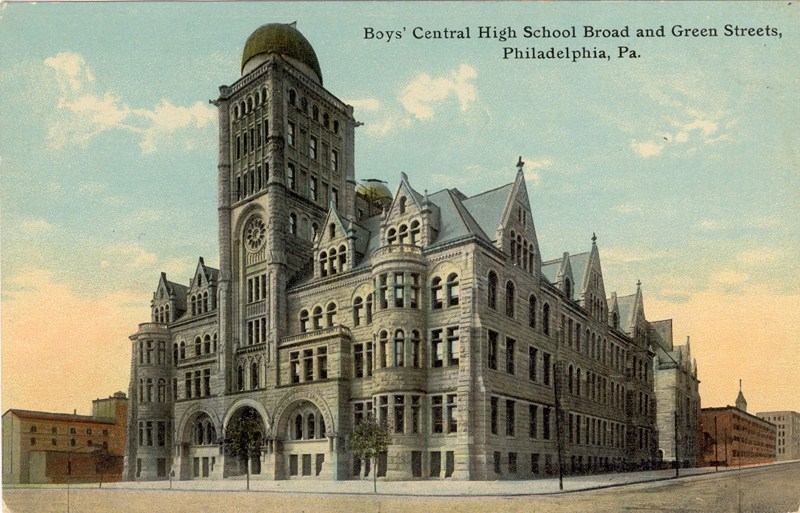
منزل ریموند پیس الکساندر

الکساندر در ۱۳ اکتبر ۱۸۹۷ در یک خانواده سیاه‌پوست از طبقه کارگر در فیلادلفیا، پنسیلوانیا به دنیا آمد. والدین او، مانند بسیاری از آمریکایی‌های آفریقایی‌تبار در دهه‌های ۱۸۶۰ و ۱۸۷۰، مناطق روستایی جنوب را به دنبال فرصت‌های اقتصادی و فرار از خشونتی که همراه با سیستم جداسازی جیم کرو بود، ترک کرده بودند. پدرش، هیلارد بون الکساندر، به عنوان یک برده در شهرستان مکلنبورگ، ویرجینیا به دنیا آمد و پسر صاحب مزرعه بود. او در ۱۸۸۰ به همراه برادرش ساموئل به فیلادلفیا مهاجرت کرد. در همان سال مادر ریموند، ویرجینیا پیس، نیز به همراه برادرش، جان شولی پیس، به فیلادلفیا مهاجرت کردند؛ آن‌ها در شهرستان اسکس، ویرجینیا به عنوان برده به دنیا آمده بودند. هیلارد و ویرجینیا در ۱۸۸۲ در فیلادلفیا ازدواج کردند.
این خانواده، همچون اکثر جمعیت سیاه‌پوست شهر، در بخش هفتم، در محلی که امروزه مرکز شهر فیلادلفیا نامیده می‌شود، زندگی می‌کردند. دبلیو ای بی دو بویس، منطقه‌ای را که الکساندرها در آن زندگی می‌کردند، بخش «عادلانه و راحت» محله نامیده‌است. پدر و عموی الکساندر «استادان سوارکاری» بودند که به سفیدپوستان ثروتمند فیلادلفیا و حومه آن در امتداد خط اصلی، اسب سواری آموزش می‌دادند. اما در ۱۹۱۵ با ظهور عصر ماشین، کسب و کار آن‌ها رو به زوال رفت و در نهایت به شکست انجامید.
در ۱۹۰۹، مادر الکساندر بر اثر بیماری ذات‌الریه، فوت کرد. هرچند الکساندر بلافاصله برای کمک به خانواده خود شروع به کار کرد، اما پدرش احساس کرد که نمی‌تواند به اندازه کافی مراقب بچه‌ها باشد؛ بنابراین؛ الکساندر و سه فرزند دیگر خود (از جمله خواهرش ویرجینیا) را فرستاد تا با عمه و عموی خود، جورجیا و جان پیس، در یک جامعه سیاه‌پوست رو به رشد در شمال فیلادلفیا، زندگی کنند. پیس‌ها هم خانواده‌ای از طبقه کارگر بودند؛ بنابراین با توجه به نیاز افراد بیشتری برای تغذیه، الکساندر به کار کردن خود تا پایان مدرسه و مدرسه، برای کمک به زندگی خود و خواهر و برادرهایش ادامه داد. او در آن سال‌ها شغل‌هایی همچون کار در اسکله تخلیه ماهی، فروش روزنامه و اداره یک غرفه چکمه سیاه (پولیش براق روی کفش) که شش روز در هفته را در آن کار می‌کرد، تجربه کرد. همچنین الکساندر از ۱۶ سالگی به مدت شش سال، در خانهٔ اپرای متروپولیتن در شمال فیلادلفیا کار کرد. الکساندر بعدها با نگاهی به دوران کاری خود در خانه اپرا گفت؛ «دنیای جدیدی را برای من گشود» و او از آن محیط با عنوان جاییکه باعث «مقداری از لطافت و فرهنگی که مشخصه سال‌های بعد من است» یاد کرد.
الکساندر در مدرسه مرکزی تحصیل کرد و در ۱۹۱۷ فارغ‌التحصیل شد. او در آغاز مراسم، سخنرانی خود را با عنوان «آینده سیاه‌پوستان آمریکایی» ارائه کرد. او با بورسیه شایستگی در دانشگاه پنسیلوانیا ثبت نام کرد و اولین فارغ‌التحصیل سیاه‌پوست از مدرسه تجارت وارتون در ۱۹۲۰ شد. سپس در مدرسه حقوق هاروارد ثبت نام کرد. الکساندر در آنجا با کار به عنوان دستیار تدریس، در طول سال تحصیلی به گذران زندگی می‌پرداخت. تابستان‌ها در کلاس‌های کارشناسی ارشد علوم سیاسی در دانشگاه کلمبیا شرکت می‌کرد، هرچند که تحصیلات را به پایان نرساند و مدرکی دریافت نکرد. در کلمبیا، الکساندر با کار به عنوان باربر برای دلاور، لاکاوانا و راه‌آهن غربی، مخارج خود را تأمین می‌کرد. در حالی که هنوز در مدرسه حقوق بود، الکساندر اولین شکایت خود را برای تبعیض مطرح کرد و از مدیسون اسکوئر گاردن به دلیل امتناع از ورود او به دلیل نژادش شکایت کرد که نقض قانون حقوق برابر در نیویورک به‌شمار می‌رفت. از آنجاییکه الکساندر هنوز در کانون وکلا پذیرفته نشده بود، جیمز دی مک‌لندون جونیور، وکیل سیاه‌پوست فارغ‌التحصیل از مدرسه حقوق هاروارد را به عنوان وکیل خود استخدام کرد.

## حرفه حقوقی

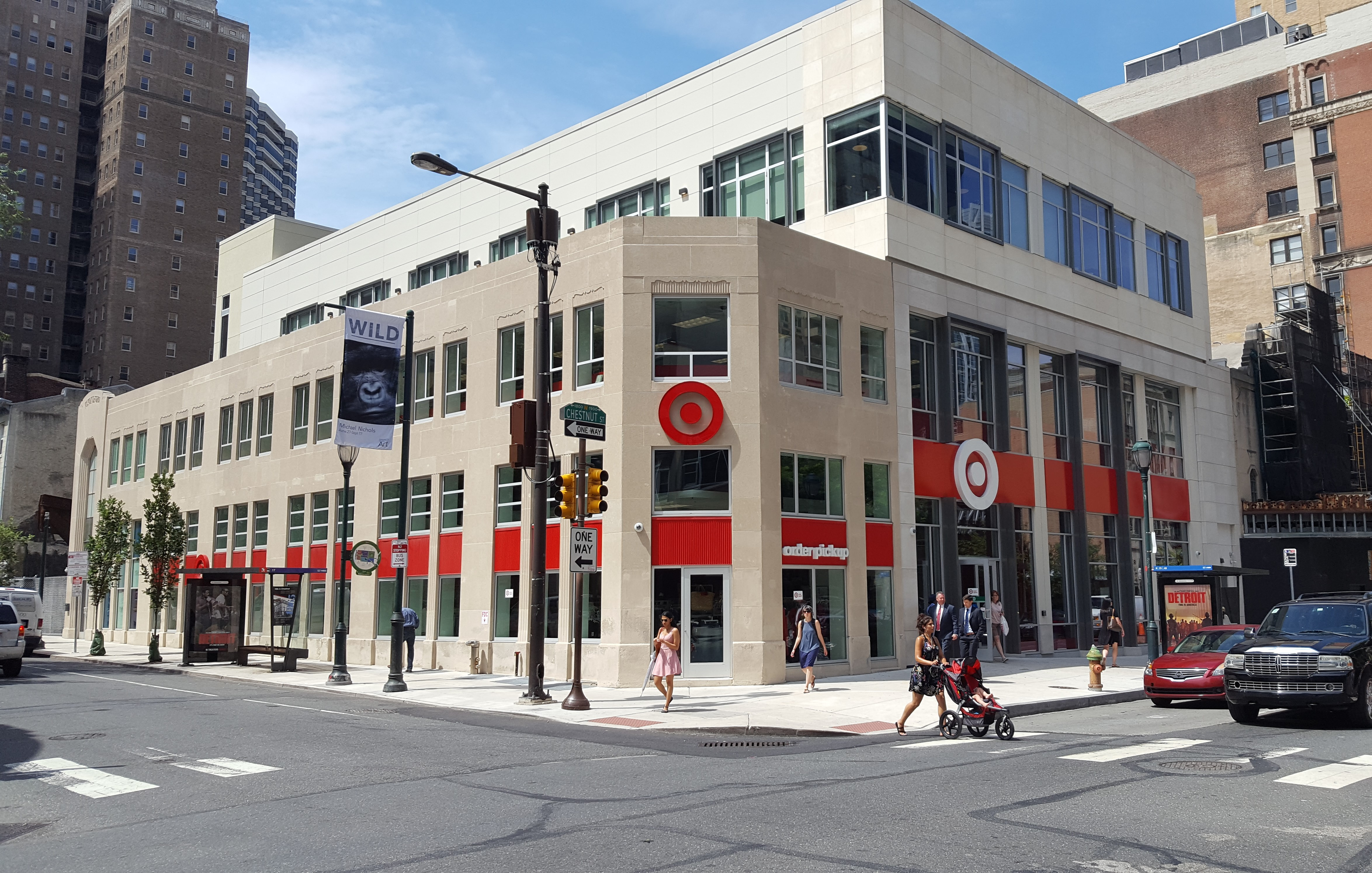
تصویری از مدرسه حقوق هاروارد

الکساندر در ۱۹۲۳ از مدرسه حقوق هاروارد فارغ‌التحصیل شد. در همان سال، او با همکلاسی سابق خود در پن، سادی تانر موسل، ازدواج کرد. موسل، نوه بنجامین تاکر تانر بود و در ۱۹۲۷ اولین زن سیاه‌پوستی بود که مدرک حقوق را از دانشگاه پنسیلوانیا گرفت. آن‌ها دو دختر به نام‌های رائ و ماری داشتند. او در ۱۹۲۳ در آزمون وکالت پنسیلوانیا قبول شد و تبدیل به یکی از معدود وکلای سیاه‌پوست در این ایالت شد. الکساندر با وجود مدرک خود، پس از فارغ‌التحصیلی برای یافتن شغل در فیلادلفیا، با مشکلاتی مواجه شد. در نهایت، او در دفتر وکالت جان آر کی اسکات، نماینده سفیدپوست سابق جمهوری‌خواه در کنگره، با دفتر کوچکی در شهر، سمتی گرفت. زمان کوتاهی پس از آن، او دفتر خود را با تمرکز بر نمایندگی سیاه‌پوستان افتتاح کرد.

## وفات و میراث
الکساندر پس از رسیدن به سن بازنشستگی اجباری در ۷۰ سالگی، مجبور شد در انتهای ۱۹۶۹ از دادگاه بازنشسته شود، اما به عنوان قاضی ارشد باقی ماند. در شب ۲۵ نوامبر ۱۹۷۴، جسد الکساندر که بر اثر حمله قلبی مرده بود، در اتاق قضایی خود پیدا شد. در ۲۰۰۷، دانشگاه پنسیلوانیا، درجه استادی ریموند پیس و سادی تانر موسل الکساندر را که به مطالعه حقوق مدنی و روابط نژادی اختصاص داشت، اعطا کرد. دختران آن‌ها همزمان با اعلام این خبر، پرتره‌های والدین خود را به مدرسه حقوق اهدا کردند.

## ارجاعات
1. ↑  Mack 2012, pp. 45, 282 n.16.
2. 1 2 3  Canton 2010, pp. 3–4.
3. 1 2  WMP 1976, p. 1.
4. 1 2  Canton 2010, p. 5.
5. 1 2 3  Canton 2010, p. 6.
6. ↑  Mann 1974, p. 2-A.
7. 1 2  Canton 2010, p. 8.
8. ↑  Canton 2010, pp. 11–12.
9. 1 2  Wharton 2007.
10. ↑  Canton 2010, p. 16.
11. 1 2  Canton 2010, p. 17.
12. ↑  Canton 2010, p. 18.
13. ↑  Fleming 1940, p. 39.
14. ↑  Stone 1974, p. 3.
15. ↑  Canton 2010, p. 20.
16. ↑  WMP 1976, p. 6.
17. 1 2  Canton 2010, p. 21.
18. ↑  Miller 1969, p. 5.
19. ↑  Mann 1974, p. 1-A.
20. 1 2  Leong & Teitelbaum 2007.